# Marjosaari (ö i Kajanaland, Kehys-Kainuu, lat 64,39, long 29,22)
Marjosaari är en ö i Finland. Den ligger i sjön Vuosanganjärvi och Hyötyjärvi och i kommunen Kuhmo i den ekonomiska regionen  Kehys-Kainuu  och landskapet Kajanaland, i den centrala delen av landet, 500 km nordost om huvudstaden Helsingfors. Öns area är 1,8 hektar och dess största längd är 220 meter i öst-västlig riktning.